# Wilson Palacios
Wilson Roberto Palacios Suazo (La Ceiba, 29 juli 1984) is een Hondurees voetballer die doorgaans uitkomt als centrale middenvelder. Hij tekende in januari 2018 bij CD Olimpia, dat hem transfervrij inlijfde. Palacios debuteerde in april 2003 in het Hondurees voetbalelftal, waarvoor hij meer dan negentig interlands speelde.

## Carrière
Palacios begon net als zijn broers Milton, Jerry, Johnny en Edwin met het spelen van betaald voetbal bij CD Olimpia. Voor hij naar Europa kwam, werd hij daarmee van 2002/03 tot en met 2005/06 twee keer landskampioen in de Apertura (eerste seizoenshelft) en drie keer in de Clausura (tweede seizoenshelft). Met het nationale team van Honduras plaatste Palacios zich voor het WK 2010, de tweede deelname aan een wereldkampioenschap voetbal in de geschiedenis van het land.

## Clubstatistieken
| Seizoen | Club              | Competitie                | Duels | Goals |
| ------- | ----------------- | ------------------------- | ----- | ----- |
| 2002/07 | CD Olimpia        | Liga Nacional de Honduras | 11    | 6     |
| 2007/08 | → Birmingham City | Premier League            | 7     | 0     |
| 2007/08 | Wigan Athletic    | Premier League            | 16    | 0     |
| 2008/09 | Wigan Athletic    | Premier League            | 21    | 0     |
| 2008/09 | Tottenham Hotspur | Premier League            | 11    | 0     |
| 2009/10 | Tottenham Hotspur | Premier League            | 33    | 1     |
| 2010/11 | Tottenham Hotspur | Premier League            | 21    | 0     |
| 2011/12 | Stoke City        | Premier League            | 18    | 0     |
| 2012/13 | Stoke City        | Premier League            | 4     | 0     |
| 2013/14 | Stoke City        | Premier League            | 16    | 0     |
| 2014/15 | Stoke City        | Premier League            | 0     | 0     |
| 2016    | Miami FC          | NASL                      | 18    | 0     |
| 2017/18 | CD Olimpia        | Liga Nacional de Honduras | 3     | 0     |
| 2018/19 | CD Olimpia        | Liga Nacional de Honduras | 0     | 0     |

## WK-primeur
Palacios schreef met twee van zijn broers geschiedenis op het WK 2010. Hijzelf en Johnny behoorden al tot de originele selectie van Honduras, maar toen Júlio César op het laatste moment geblesseerd afhaakte, werd ook oudere broer Jerry opgeroepen. Daarmee maakten voor het eerst in de historie drie broers deel uit van één WK-selectie. Hijzelf speelde alle drie de wedstrijden van Honduras, van begin tot eind.

## Ontvoering en moord op broer
Palacios' broertje Edwin Rene werd in 2007 op vijftienjarige leeftijd ontvoerd uit zijn huis in La Ceiba. Zijn familie betaalde de daders $500.000,- om hem vrij te laten, maar dat gebeurde niet. Twee bendeleden in gevangenschap bekenden in mei 2009 de moord op Edwin en vertelden de autoriteiten waar ze zijn lichaam konden vinden. Daar werd op twee meter diepte het stoffelijk overschot van een jongen opgegraven.

## Erelijst
| Liga Nacional de Honduras (Winnaar Apertura) | 2x | 2002/03, 2005/06          |
| Liga Nacional de Honduras (Winnaar Clausura) | 3x | 2003/04, 2004/05, 2005/06 |